# Reserva de la biosfera de La Palma
La reserva de la Biosfera de La Palma, comprende la totalidad de la isla española de La Palma, desde 2002.

## Historia
Los orígenes de  la declaración datan de 1983, cuando la Unesco declaró el bosque de Los Tilos en el municipio de San Andrés y Sauces como reserva de la Biosfera. Dicho espacio natural es una de las mejores representaciones de la laurisilva canaria. En 1998, se amplió el territorio declarado, integrando el arco noreste de la Isla, pasando a tener más de un 16% de la superficie insular, incorporándose los términos municipales de Barlovento, Puntallana, San Andrés y Sauces y, parcialmente, Santa Cruz de La Palma.
El 6 de noviembre de 2002, en la sede de París de la Unesco se decide ampliar la reserva a toda la isla de La Palma, convirtiéndose así en la tercera isla canaria, junto con El Hierro y Lanzarote en recibir la denominación. En 2014 se produjo una tercera ampliación incluyendo la zona marina circundante.
Dentro de la reserva quedan incluidos varios parques naturales así como el parque nacional de la Caldera de Taburiente.